# Gökhan Alkan
Gökhan Alkan (* 8. Dezember 1987 in Istanbul) ist ein türkischer Schauspieler.

## Leben und Karriere
Gökhan Alkan wurde am 8. Dezember 1987 in Istanbul geboren. Er studierte an der Kocaeli Üniversitesi. Danach setzte er sein Studium an der Anadolu Üniversitesi fort. Sein Debüt gab Alkan 2011 in der Fernsehserie Muhteşem Yüzyıl. Von 2014 bis 2015 spielte er in der Serie Kocamın Ailesi die Hauptrolle. 2016 bekam Alkan in Seviyor Sevmiyor die Hauptrolle.
Sein nächste Hauptrolle bekam er in dem Film Defne'nin Bir Mevsimi. Der Film Defne'nin Bir Mevsimi wurde auf zahlreichen Filmfestivals mit vielen Titeln gekrönt und wurde 2017 beim 9. Montreal Turkish Film Festival als bester Film ausgezeichnet. Alkan bekam bei den 5. APAN Star Awards in Südkorea für seine Leistung als Yiğit Balcı in Seviyor Sevmiyor eine Auszeichnung. Zwischen 2021 und 2022 war er in der Serie Kalp Yarası zu sehen.

## Privates
Bei Alkan wurde das Asperger-Syndrom diagnostiziert. Aufgrund dieser Diagnose muss er sein Tagesablauf strukturiert planen.

## Filmografie
Filme
- 2016: Defne'nin Bir Mevsimi
- 2016: Makas
- 2017: Organik Ask Hikayeleri

Serien
- 2011: Muhteşem Yüzyıl
- 2013: Her Şey Yolunda Merkez
- 2013–2014: Gurbette Aşk Bir Yastıkta
- 2014–2015: Kocamın Ailesi
- 2016–2017: Seviyor Sevmiyor
- 2017–2018: Kalp Atışı
- 2019: Zengin ve Yoksul
- 2020: Yasak Elma
- 2021–2022: Kalp Yarası
- 2023: Kraliçe

## Theater
- 2010–2011: Mustafam Kemalim
- 2010–2011: Gözlerimi Kaparım Vazifemi Yaparım
- 2010–2011: Oscar
- 2012–2013: İstanbul ve Aşk

## Auszeichnungen

### Gewonnen
- 2016: 5th APAN Star Awards[5]
- 2017: Altın Kelebek Award in der Kategorie „Bestes Paar“[6]
- 2017: Marie Claire Magazine in der Kategorie „Bestes Paar“
- 2017: 20th Hürriyet Awards in der Kategorie „Bestes Paar“